# Siem Heiden
Simon „Siem“ Heiden (* 12. März 1905 in IJsselmonde; † 3. August 1993 in Rotterdam) war ein niederländischer Eisschnellläufer

## Werdegang
Heiden lief im Winter 1927/28 bei der Mehrkampf-Europameisterschaft 1928 in Oslo auf den 17. Platz und bei der Mehrkampf-Weltmeisterschaft 1928 in Davos auf den 15. Rang. Zudem kam er bei den Olympischen Winterspielen 1928 in St. Moritz auf den 27. Platz über 500 m, auf den 18. Rang über 1500 m, sowie auf den 11. Platz über 5000 m. Im folgenden Jahr belegte er der Mehrkampf-Europameisterschaft in St. Moritz den fünften Platz und bei der niederländischen Meisterschaft im Mehrkampf den zweiten Rang. In der Saison 1929/30 errang er bei der Mehrkampf-Europameisterschaft in Trondheim den sechsten Platz und bei der Mehrkampf-Weltmeisterschaft in Oslo den fünften Platz und in der Saison 1930/31 bei der Mehrkampf-Europameisterschaft in Stockholm den 15. Platz, sowie bei der Mehrkampf-Weltmeisterschaft in Helsinki den zehnten Platz. Im Januar 1932 nahm er an der Mehrkampf-Europameisterschaft in Davos, die er aber vorzeitig beendete. Im Winter 1932/33 wurde er bei der Mehrkampf-Weltmeisterschaft in Oslo Zehnter und bei der niederländischen Meisterschaft im Mehrkampf Neunter. Zudem lief er in Davos beim 50-jährigen Jubiläum des niederländischen Eisschnelllaufverbandes KNSB, wo er den vierten Platz im Mehrkampf belegte, über 5000 m mit einer Zeit von acht Minuten und 19,2 Sekunden einen neuen Weltrekord. Bei der Mehrkampf-Europameisterschaft im Februar 1934 in Hamar kam er auf den neunten Platz.

## Persönliche Bestleistungen
| Disziplin | Zeit        | Datum           | Ort   |
| --------- | ----------- | --------------- | ----- |
| 500 m     | 46,4 s      | 21. Januar 1933 | Davos |
| 1500 m    | 2:23,2 min  | 21. Januar 1933 | Davos |
| 5000 m    | 8:19,2 min  | 21. Januar 1933 | Davos |
| 10.000 m  | 17:49,1 min | 12. Januar 1933 | Oslo  |